# Af Chapman
Корабль Его Величества «аф Чапман» (швед. HMS af Chapman) — трёхмачтовый парусник с цельнометаллическим корпусом, в 1923-1934 годах служивший ВМС Швеции учебным судном.
С 1949 года стоит на приколе у острова Шеппсхольмен в Стокгольме (Швеция).

## История
Корабль для судоходной компании Charles E. Martin & Co из Дублина был сконструирован и построен верфью Whitehaven Shipbuilding Company из Уайтхейвена (графство Камберленд, Великобритания) и спущен на воду в 1888 году в Мэрипорте под названием Dunboyne, данном в честь города Данбойн (графство Мит, Ирландия). В первый рейс судно отправилось в Портленд (штат Орегон, США) и впоследствии регулярно курсировало между Европой, Австралией и западным побережьем Северной Америки.
В 1909 году парусник был продан в Норвегию, а в 1915 году в Швецию судоходной компании Rederi Transatlantic, переименовавшей его в G. D. Kennedy в честь одного из своих основателей. В 1923 году корабль был куплен военным флотом, давшим ему современное название в честь шведского кораблестроителя XVIII века вице-адмирала Чапмана, и использовавшим его как мореходную школу. В этом качестве судно совершило несколько дальних плаваний, последнее из которых завершилось в 1934 году (рейсы по Балтике продолжались до 1937 года). В 1939-1945 годах af Chapman служил плавучей казармой.
В 1947 году корабль предназначался на слом, но городской музей Стокгольма спас его и с 1949 года парусником управляет Шведская туристическая ассоциация, поставившая судно на якорь у берега Шеппсхольмена рядом с бывшим зданием шведского адмиралтейства и переоборудовавшая его совместно с прилегающим Домом мастерских (швед. Hantverkshuset) в хостел для молодежи на 285 мест.

## Галерея

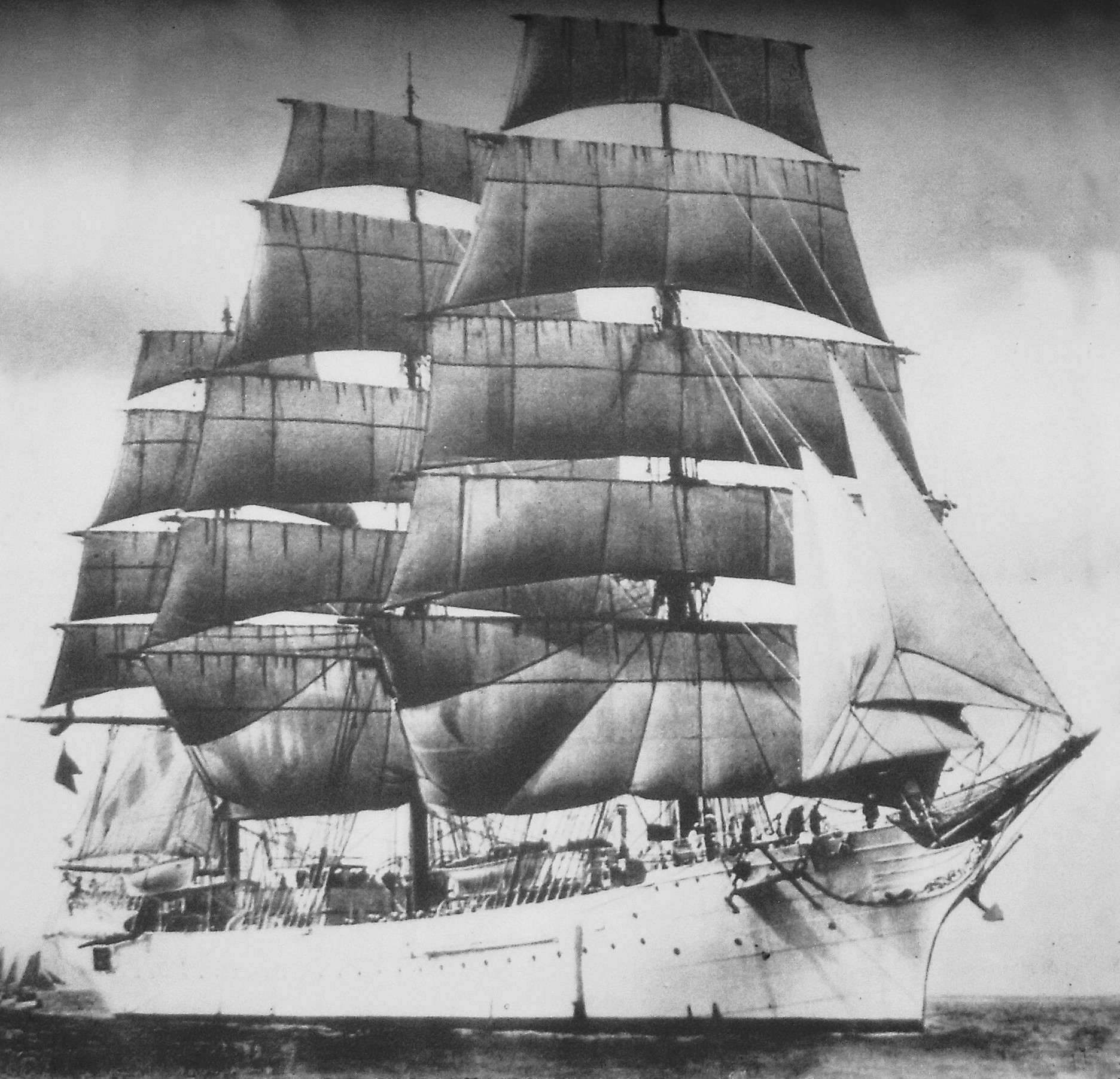
Dunboyne (1900)
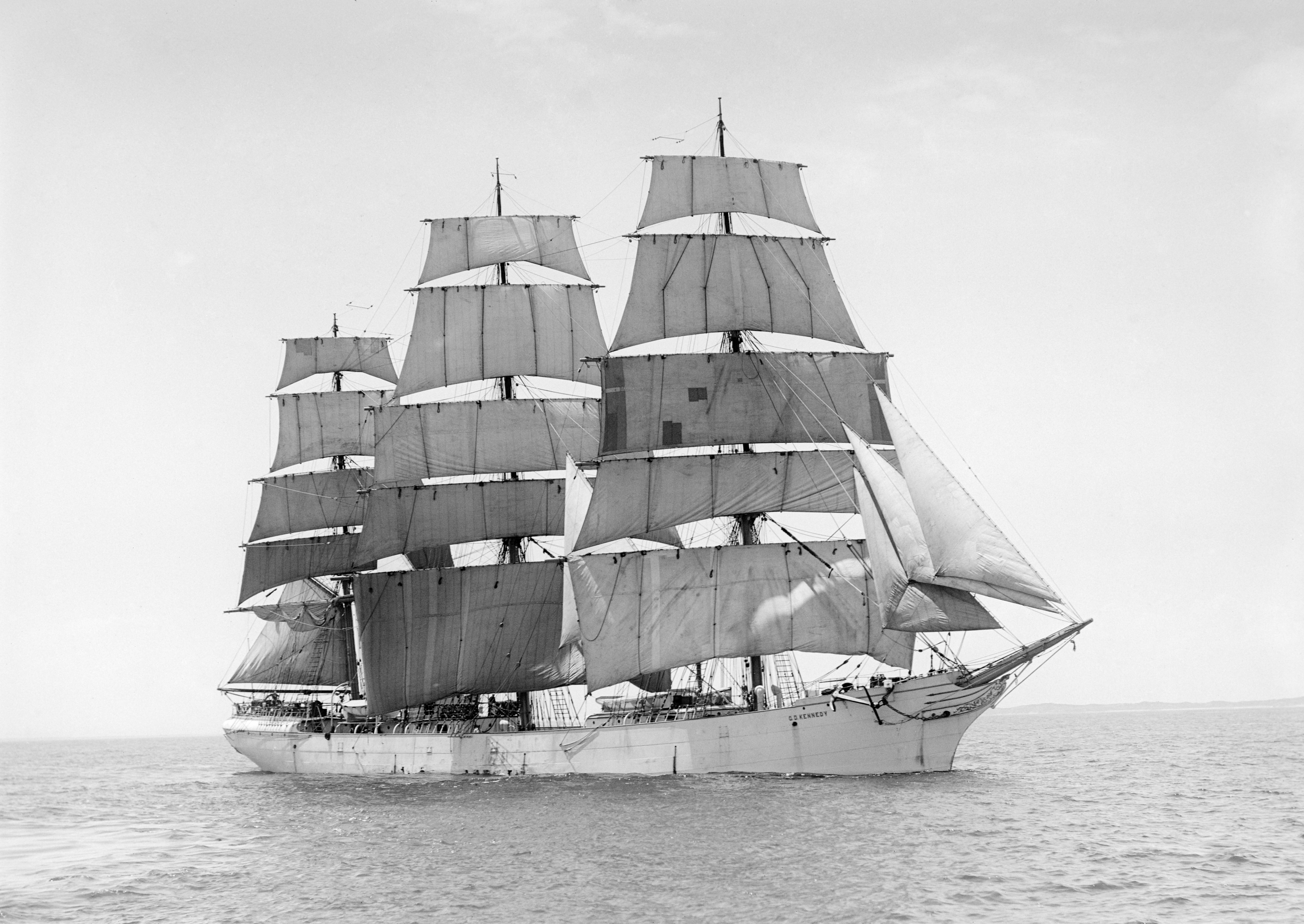
G. D. Kennedy (между 1915 и 1923)
Экзамен на борту G. D. Kennedy (1921)
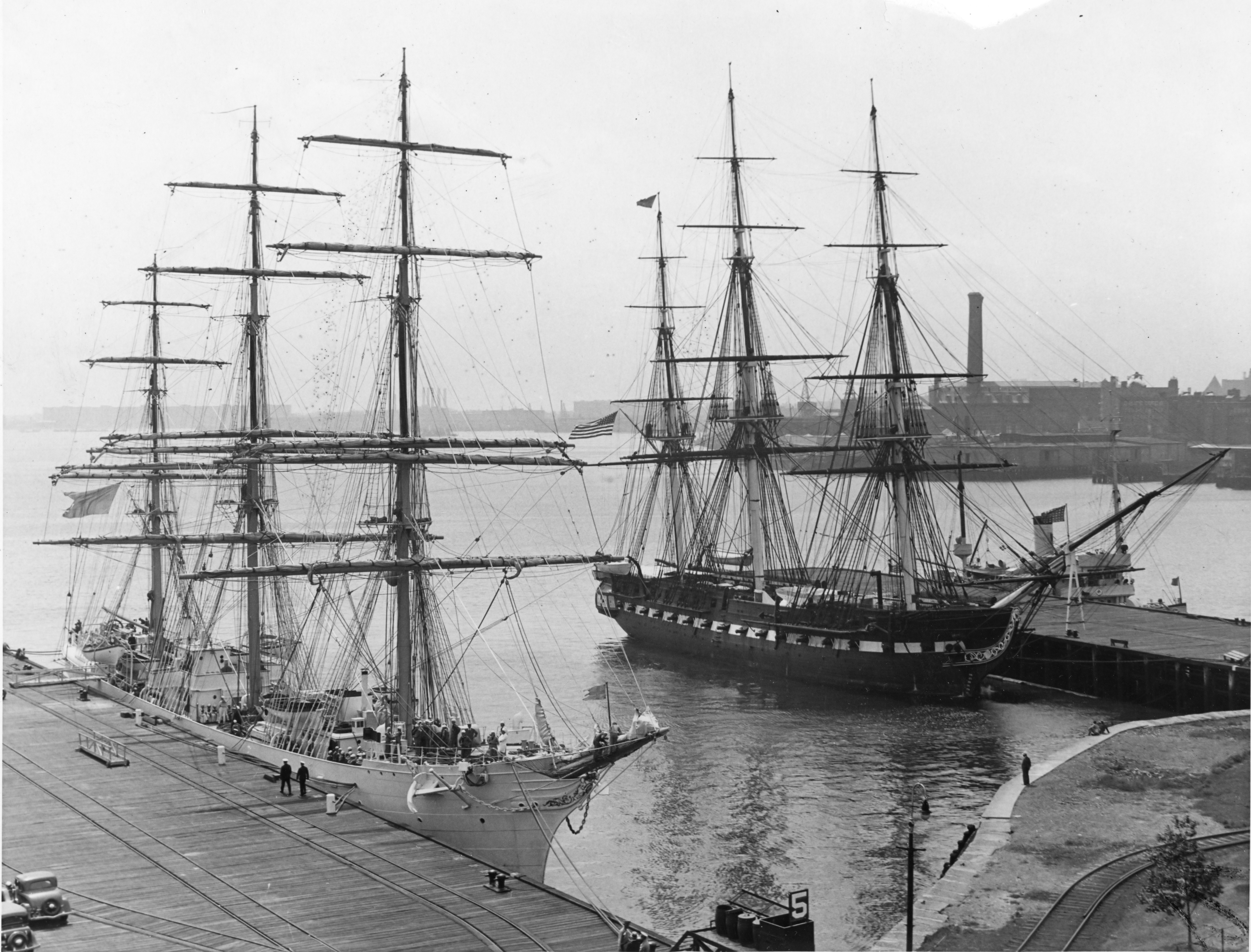
af Chapman в Бостоне (1934)
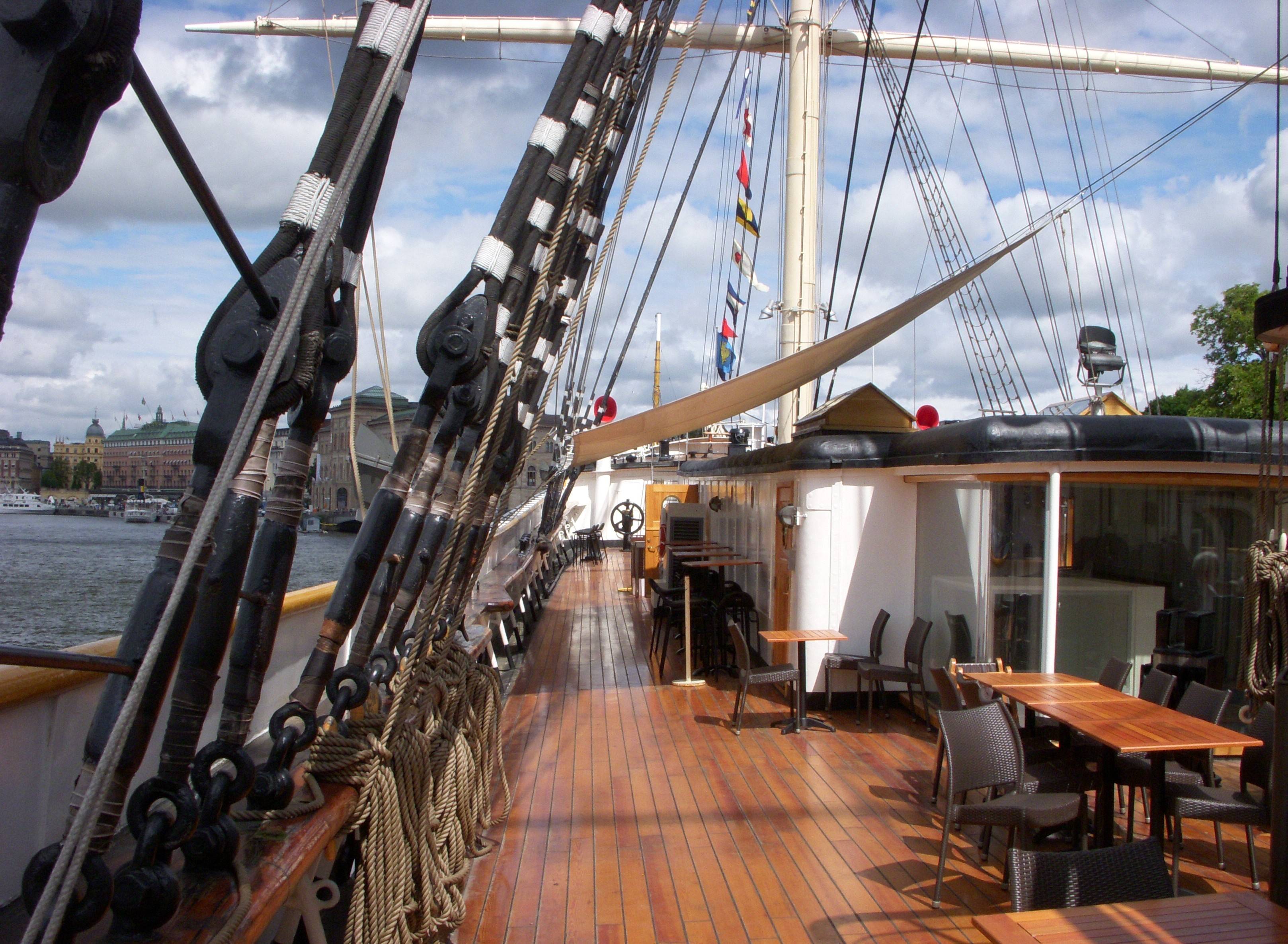
На борту
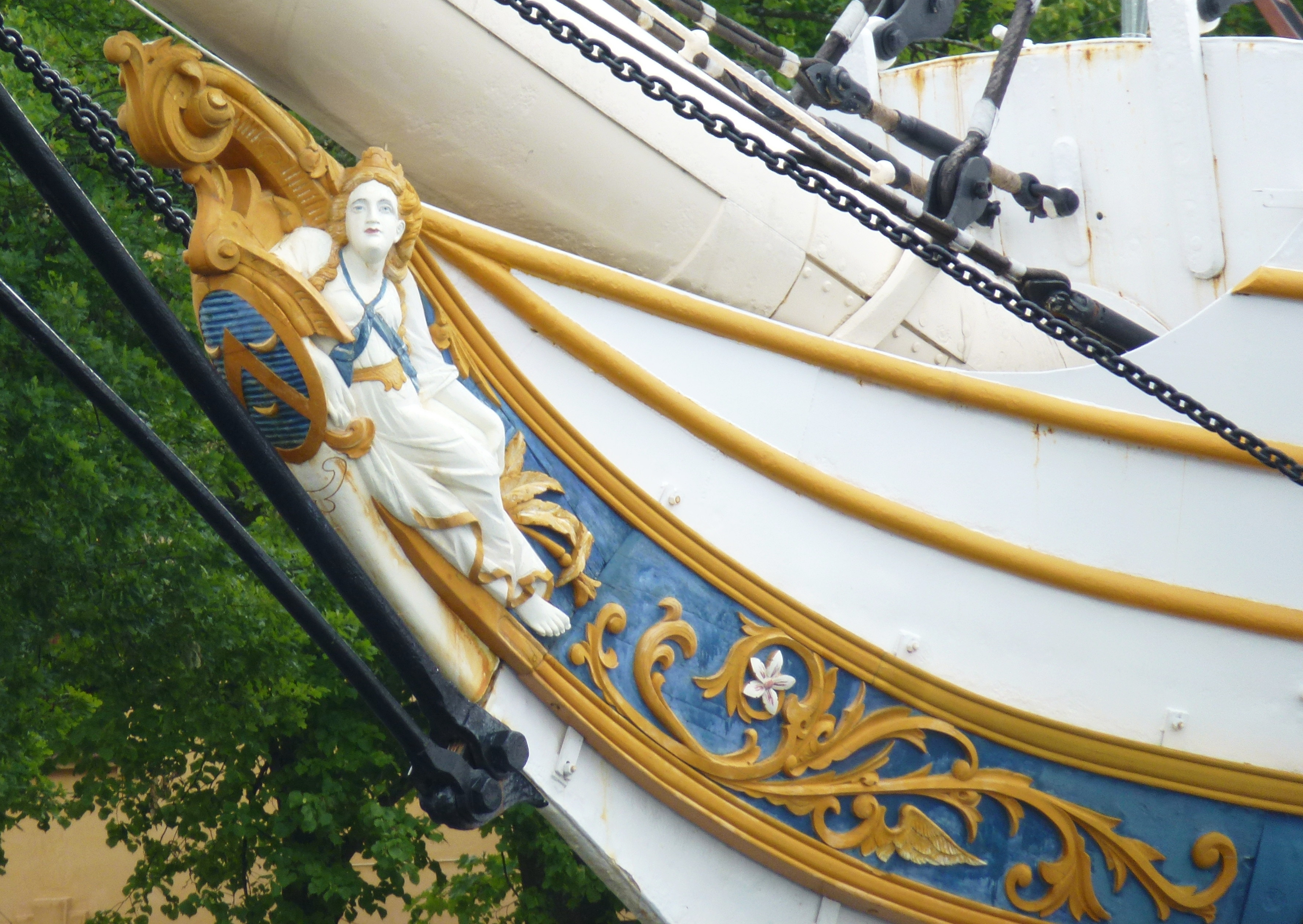
Гальюнная фигура
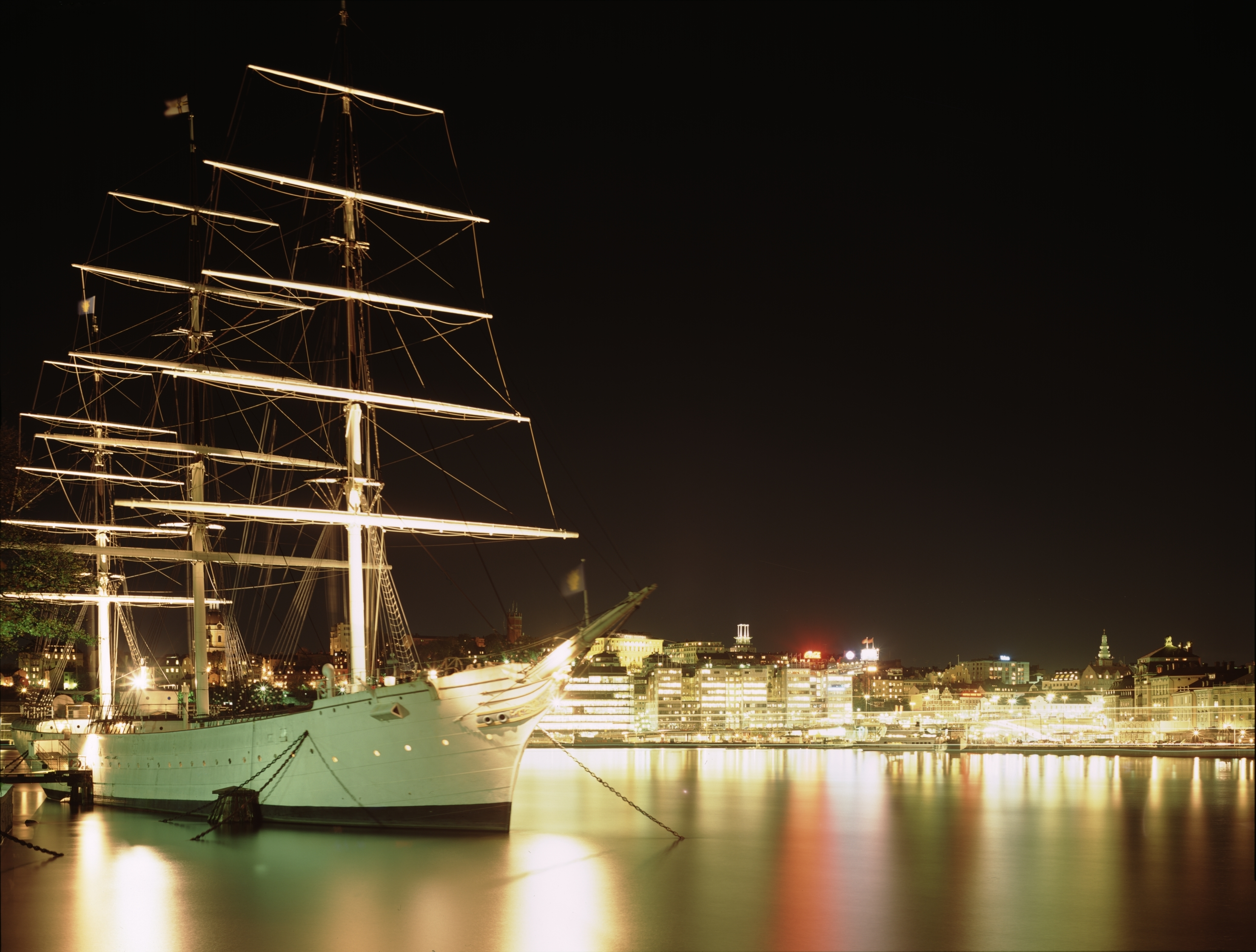
Вид ночью